# Orodno jeklo
Orodna jekla so namenska jekla za izdelavo orodij kot so npr. rezilna orodja, kokile, utopi,...) ter za izdelavo drugih izdelkov, kjer so predpisane posebno visoke zahteve.

## Lastnosti
Pri jeklih z višjo vsebnostjo ogljika (tudi do 2,2 %) tvorijo zlitinski elementi, kot so Cr, W, V, Co, Mn, Ti, Nb, Zr, z ogljikom v jeklu karbide. Čim nižja je prosta energija karbida, tem več železa v Fe3C lahko nadomestijo (zmesni karbidi) ali pa ga popolnoma izpodrinejo, tako da nastanejo samostojni karbidi. Karbidi imajo velik vpliv zlasti na določene lastnosti, kot sta: odpornost proti obrabi in trdota pri povišanih temperaturah.
Karbidna jekla se skoraj v celoti uporabljajo za izdelavo orodij. Karbidi zadržujejo pri segrevanju fazne premene, ker se karbidi v avstenitu le težko in zelo počasi topijo. Za kaljenje je potrebno takšna jekla segrevati do zelo visokih temperatur, da se karbidi v avstenitu lahko raztopijo. Pri tem karbidi ovirajo rast zrn in omogočajo tvorbo drobnozrnate mikrostrukture. Močno se zmanjša kritična hitrost ohlajanja, kar omogoča kaljenje na zraku in v olju. Nastali martenzit je obstojen do zelo visokih temperatur. Zaradi tega ohranijo karbidna jekla trdnost do visokih temperatur – so popustno obstojna. To je zelo dragocena lastnost jeklih za rezilna orodja (hitrorezna jekla) in za orodja namenjena predelavi v vročem stanju (kovaška, stiskalniška, livarska orodja). Pri teh jeklih se zaradi izločanja karbidov pri popuščanju pojavi sekundarni maksimum. Ogljikovo jeklo z 0,9 % C ohrani svojo trdoto do ~200 °C. Jeklo za ventile Č.4771 zadrži lastnosti do 550 °C, med 380 do 460 °C trdota celo naraste.

## Delitev
Razlikujemo jekla za dve glavni vrsti operacij:
- za preoblikovanje
- za odrezovanje

Z orodji za preoblikovanjem delamo v hladnem in vročem. Osnovna lastnost, po kateri ocenjujemo orodna jekla, je trdota. S sestavo in toplotno obdelavo spreminjamo še druge lastnosti: žilavost, popuščno obstojnost, korozijsko obstojnost, odpornost proti udarnim obremenitvam...

## Ogljikova orodna jekla za delo v hladnem
Značilna lastnost teh jekel je trda in proti obrabi odporna površina ter mehko in žilavo jedro. Vsebujejo od 0,5 do 1,4 % ogljika. Jekla z manjšim odstotkom ogljika so bolj žilava in bolje prenašajo udarce, jekla z večjim odstotkom pa so trša in bolj odporna proti obrabi. Jedro orodja ostane žilavo le, če se orodje ne prekali. Zato imajo vsa plitvo kaljiva jekla omejeno vsebnost silicija in mangana.

## Legirana orodna jekla za delo v hladnem
Legirni elementi povzročajo, da so jekla močno kaljiva in se prekalijo tudi pri večjih prerezih celo v milejših kalilnih sredstvih (olje ali celo zrak) ter v splošnem ugodno vplivajo na žilavost jekel.
Legirni elementi, ki tvorijo z ogljikom karbide, povečujejo odpornost proti obrabi in večajo rezalne sposobnosti orodij. Orodja za delo v hladnem imajo po navadi zelo komplicirane oblike. Kalimo že dokončno izdelana orodja, zato moramo upoštevati različne faktorje kaljenja. Kalilne razpoke ali izkrivljenja rade nastanejo tudi zaradi nepravilne konstrukcije orodja (ostri robovi, zareze). Upoštevati je potrebno tudi manjšo toplotno prevodnost legiranih jekel. Popuščati je treba pri nekoliko višjih temperaturah kakor pri ogljikovih jeklih, običajno nad 300 °C.

## Legirana orodna jekla za delo v vročem
Jekla za delo v vročem so večinoma legirana in jih uporabljamo za orodja, ki se pri uporabi močneje segrejejo. Značilnosti teh jekel so trdota in trdnost v vročem ter obrabna obstojnost, kar je povezano z veliko popustno obstojnostjo. 
Karbidotvorni elementi (volfram, molibden, vanadij, krom) omogočajo doseganje velike trdnosti, obstojnosti proti obrabi in popustno obstojnosti. Dodatek teh elementov zmanjšuje tudi popustno krhkost. To velja predvsem za molibden. Vsa jekla za delo v vročem imajo razmeroma majhen delež ogljika. Kljub temu ta v zvezi s tvorci karbidov močno vpliva na obstojnost proti obrabi.

## Hitrorezna orodna jekla
Pri odrezavanju z velikimi rezalnimi hitrostmi in velikem podajanju se rezila orodij močno segrejejo, zato morajo imeti veliko popustno obstojnost. Hitrorezna jekla so po svoji strukturi ledeburitna jekla, ki vsebujejo sekundarne in evtektične (ledeburitne) karbide. Zaradi prisotnosti ledeburitnih karbidov obstaja pri kaljenju nevarnost pregretja. 
Hitrorezna jekla uporabljamo za izdelavo rezalnih orodij za obdelavo pri velikih hitrostih rezanja. Od njih zahtevamo veliko trdoto in obstojnost proti obrabi v vročem stanju. Te lastnosti omogočajo dodatki krom, volfram, vanadij in kobalt v točno določenih medsebojnih razmerjih.